# 小笠原朋子
小笠原 朋子（おがさわら ともこ、7月20日 - ）は、日本の漫画家、イラストレーター。

## 概要
第169回ぶ〜け漫画家養成コースで第一席（受賞作「当世学生事情」）となり、その後『ぶ〜けデラックス』（集英社）1993年春の号「ふたりと第三者」でデビュー。その後、4コマ漫画雑誌へ執筆の場を移し、1996年ごろより、長期にわたり芳文社、竹書房、双葉社の4コマ雑誌で作品を発表していたが、2009年ごろより4コマメインの仕事を整理し、エッセイコミックを含むショートストーリー中心の執筆活動となっている。ほかに、ジュニア小説の挿絵も手がけている。

## 作品リスト

### 単行本リスト
- 年下の男の子 （1996年 - 1997年、『まんがタイムラブリー』、199年 - 2001年、『まんがタイムスペシャル』（共に芳文社））
  - 単行本（芳文社 まんがタイムコミックスより刊行）全2巻完結
    1. （2000年） ISBN 4-8322-6161-4
    2. （2002年） ISBN 4-8322-6241-6
- とってもビーンズ （1997年 - 2001年、『まんがタイムラブリー』（芳文社））
  - 単行本（芳文社 まんがタイムコミックスより刊行）
    1. （1999年） ISBN 4-8322-6148-7
    2. （2001年） ISBN 4-8322-6217-3
- 僕は君のもの （1998年 - 2003年、『まんがタイムオプショナル』→『まんがタイムナチュラル』、? - 2003年、『まんがタイムジャンボ』（共に芳文社））
  - 単行本（芳文社 まんがタイムコミックスより刊行）[注釈 1]
    1. （2002年） ISBN 4-8322-6266-1
- せんせいとわたし （1998年 - 2004年、『まんがライフ』（竹書房））
  - 単行本（竹書房 バンブーコミックスより刊行）全3巻完結
    1. 第1巻（2000年） ISBN 4-8124-5451-4
    2. 第2巻（2002年） ISBN 4-8124-5722-X
    3. Wedding!（2005年） ISBN 4-8124-6150-2

    - 実質的な第3巻だが、表紙によれば“諸事情”でタイトルを変更したとのこと。番外編で『悪の生徒会長』のキャラが登場する。
- さくらハイツ102 （1999年 - 2005年、『まんがタウン』（双葉社）） 
  - 単行本（双葉社 アクションコミックスより刊行）全3巻完結
    1. （2001年） ISBN 4-575-93738-X
    2. （2003年） ISBN 4-575-93840-8
    3. （2005年） ISBN 4-575-93946-3
- 山の上歌劇団 （2001年 - 2004年、『まんがタイムスペシャル』（芳文社））
  - 単行本（芳文社 まんがタイムコミックスより刊行）全1巻完結（2004年） ISBN 4-8322-6361-7
    - 登場人物の一部が『あしたも嵐!』にも登場する。また、師走冬子『花やか梅ちゃん』のキャラと会う回が存在する。
- ウワサのふたり （2001年 - 2006年、『まんがライフオリジナル』（竹書房））
  - 単行本（竹書房 バンブーコミックスより刊行）
    1. （2003年） ISBN 4-8124-5778-5
    2. （2005年） ISBN 4-8124-6177-4
    3. （2006年） ISBN 4-8124-6518-4
- 悪の生徒会長 （2003年 - 2006年、『まんがライフMOMO』（竹書房））
  - 単行本（竹書房 バンブーコミックスより刊行）
    1. （2004年） ISBN 4-8124-6021-2
    2. （2006年） ISBN 4-8124-6459-5
- あしたも嵐! （2004年 - 2006年、『まんがライフ』（竹書房））
  - 単行本（竹書房 バンブーコミックスより刊行）全1巻完結
    1. （2006年） ISBN 4-8124-6528-1
- ホームタウン （2005年 - 2006年、『まんがタウン』（双葉社）） 
  - 単行本（双葉社 アクションコミックスまんがタウンより刊行）全1巻完結
    1. （2006年） ISBN 4-575-94042-9
- とびだせニッポン! （xxxx年 - 2009年、『全部ホンネの笑える話』（秋田書店））※非4コマ作品
  - 単行本（秋田書店 Akita Essei Collectionより刊行）
    1. （2007年） ISBN 978-4-253-10705-1

    - 芳文社やぶんか社の実話系4コマ誌等に初出の作品も収録されている[注釈 2]。
- 兄妹円満 （2006年 - 2008年、『まんがタウンオリジナル』→『ケータイまんがタウン』（共に双葉社））
  - 単行本（双葉社 アクションコミックスまんがタウンより刊行）全1巻完結
    1. （2008年） ISBN 978-4-575-94165-4
- Hi スクラップ!! （2006年 - 2008年、『まんがライフMOMO』（竹書房））
  - 単行本（竹書房 バンブーコミックスより刊行）全1巻完結
    1. （2008年） ISBN 978-4-8124-6789-3
- おいしい日曜日♥ （2006年 - 2008年、『まんがライフオリジナル』（竹書房））
  - 単行本（竹書房 バンブーコミックスより刊行）全1巻完結
    1. （2009年） ISBN 978-4-8124-7006-0
- ウチへ行こうよ! （2007年 - 2008年、『まんがライフ』（竹書房））
  - 単行本（竹書房 バンブーコミックスより刊行）全1巻完結
    1. （2009年） ISBN 978-4-8124-7069-5
- パパ★Lv1（2009年 - 2011年、『まんがライフオリジナル』（竹書房））
  - 単行本（竹書房 バンブーコミックスより刊行）全1巻完結
    1. （2011年） ISBN 978-4-8124-7535-5
- ゆったり東京ご利益さんぽ（2010年 - 2012年、『本当にあったゆかいな話』（竹書房）に『縁活!!〜あやかれ!!他力本願ツアー〜』の題名で連載）※非4コマ作品
  - 単行本（竹書房 バンブーエッセイコレクションより刊行）全1巻完結
    1. （2012年） ISBN 978-4-8124-9179-9
- ラブカラ Colorful Love （2011年 - 2012年、KCGコミックス（角川コンテンツゲート））※非4コマ作品
  -     - 「Hiスクラップ!!」の主要キャラが登場。著者もあとがきで「続編のようなもの」としている。

  - 単行本（エンターブレイン ビームコミックスより刊行）全1巻完結
    1. （2012年） ISBN 978-4-04-728260-5

### 単行本未収録作品
- GO!GO!ガールズライフ （2001年 - 2004年、『まんがタイムラブリー』（芳文社））
- 山の上出張版 （2003年 - 2004年、『まんがタイムジャンボ』（目次横まんが）（芳文社））
- 03GIRL （2004年、『恋愛よみきりMAX』Vol.2 - Vol.6（秋田書店））
- パラダイス・ホテル （2006年 - 2008年、『まんがタウン』（双葉社））
  - 以前同誌にて連載された「さくらハイツ102」のスピンオフ的な作品。主要キャラが複数登場。[独自研究?]
- ゆなさなニッキ （2008年 - 2009年、『まんがくらぶオリジナル』（竹書房））※同人誌として自己出版
- ニュースになりたい!（xxxx年、『Eleganceイブ』（秋田書店）→2007年 - 2010年、『たかの宗美スペシャル』（ぶんか社） ※非4コマ作品、隔月連載）※同人誌として自己出版
- レポート漫画（xxxx年 - xxxx年、『duet』（集英社））※非4コマ作品
- 熊高手芸部（2013年9月号・2014年3月号・8月号読切、『まんがライフMOMO』（竹書房））
- おともだち以上（2017年、『4コマCOMICはぐ!』（小学館））

### 挿絵作品リスト
- レンアイ@委員シリーズ （作:令丈ヒロ子、理論社刊）
  - フォア文庫版

  1. レンアイ@委員 ラブリーメールにこたえます（2002年） ISBN 4-652-07447-6
  2. レンアイ@委員 ブラ・デビュー・パーティ（2002年） ISBN 4-652-07451-4
  3. レンアイ@委員 プリティになりたい（2003年） ISBN 4-652-07456-5
  4. レンアイ@委員 おねえちゃんのカレシ（2004年） ISBN 4-652-07462-X
  5. レンアイ@委員 キレイの条件（2005年） ISBN 4-652-07466-2

  - ハードカバー版

  1. レンアイ@委員 ラブリーメールにこたえます（2003年） ISBN 4-652-07317-8
  2. レンアイ@委員 ブラ・デビュー・パーティ（2003年） ISBN 4-652-07318-6
  3. レンアイ@委員 プリティになりたい（2003年） ISBN 4-652-07319-4
  4. レンアイ@委員 おねえちゃんのカレシ（2004年） ISBN 4-652-07327-5
  5. レンアイ@委員 キレイの条件（2005年） ISBN 4-652-07329-1